# Hugo Carreira
Hugo Miguel Martins Carreira (Barreiro, Barreiro, 10 de Março de 1979) é um futebolista português, que joga actualmente no Clube de Futebol Estrela da Amadora.